# Ілюк Юрій Іванович
Ілюк Юрій Іванович (нар. 3 грудня 1937, хутір Підкіззя села Брідок, Заставнівський район, Чернівецька область) — завідувач нейрохірургічним відділенням в Київському обласномі психіатрично-наркологічному медичному об'єднанні, кандидат медичних наук. Має першу категорію лікаря-нейрохірурга. Нагороджений грамотою МОЗ України, медаллю за раціоналізаторство та винахідництво. Автор і співавтор 72 наукових робіт.

## Життєпис
З 1944 до 1948 р. навчався у Брідоцькій початковій, а з 1948 до 1954 р. — у Вікнянській середній школі, після закінчення якої вступив до Чернівецького медичного інституту, який закінчив з відзнакою у 1960 році. Після інституту рік працював хірургом у лікарні міста Молодогвардійська Луганської області. Після того був призначений завідувачем хірургічного відділення другої районної лікарні Краснодонського району. Пропрацювавши два роки вступив до аспірантури Київського науково-дослідного інституту нейрохірургіїЭ, після закінчення якої у 1966 році став працювати хірургом і нейрохірургом у лікарні № 1 (Феофанія) IV управління Міністерства охорони здоров'я України. Захистив кандидатську дисертацію з питань пухлин кісток черепа, після чого працював у інституті нейрохірургії до 1967 року.

## Епілептологічний центр[Архівовано23 березня 2013 уWayback Machine.]
Епілептологічний центр [Архівовано 23 березня 2013 у Wayback Machine.] в КЗ КОР «ОПНМО» функціонує на базі нейрохірургічного відділення, знову ж таки, під керівництвом Юрія Івановича. Центр забезпечує амбулаторну та стаціонарну діагностику різних видів епілепсій, етіопатогенетичне консервативне або хірургічне лікування хворих на епілепсії, реабілітацію (амбулаторну чи стаціонарну) з відміною чи зменшенням доз протисудомних препаратів. Центр надає допомогу хворим Вінницької, Волинської, Житомирської, Закарпатської, Івано-Франківської, Київської, Львівської, Ровенської, Сумської, Полтавської, Тернопільської, Хмельницької, Черкаської, Чернівецької, Чернігівської областей та м. Києва, а також всім хворим на епілепсії навіть з інших країн, які звертаються по допомогу у лікуванні.
Під його керівництвом успішно функціонує нейрохірургічне відділення КЗ КОР «ОПНМО» [Архівовано 23 березня 2013 у Wayback Machine.], де проводяться найсерйозніші операції у сфері нейрохірургії. Дане відділення є єдиним такого рівня в Україні.
У нейрохірургічному відділенні [Архівовано 23 березня 2013 у Wayback Machine.] проводиться лікування епілепсій (компресійних, гемодисциркуляторних, ліквородисциркуляторних, запальних, токсичних, обмінних, ендокринних); дитячого церебрального паралічу (ДЦП); психічних порушень, зумовлених різними органічними ураженнями головного мозку; деформацій і дефектів черепа; обстеження та лікування хворих з хронічними запальними процесами мозку (вірусними, грибковими, бактеріальними).